# Gwendoline Christie
Gwendoline Tracey Philippa Christie, född 28 oktober 1978 i Worthing i West Sussex, är en brittisk skådespelare och modell.
Sedan 2012 spelar hon rollen som Brienne of Tarth i TV-serien Game of Thrones. Christie, som är 191 centimeter lång, har sagt att hon kunnat använda sig av sina egna erfarenheter när hon tagit sig an karaktären som den ovanligt långa, muskulösa och maskulina riddaren Brienne.
2024 blev det officiellt att Christie är berättarrösten i spelet Civilization VII.

## Filmografi
- 2007 – The Time Surgeon
- 2009 – The Imaginarium of Doctor Parnassus
- 2012–2014 – Wizards vs Aliens (TV-serie)
- 2012–2019 – Game of Thrones (TV-serie)
- 2013 – The Zero Theorem
- 2015 – The Hunger Games: Mockingjay – Part 2
- 2015 – Star Wars: The Force Awakens
- 2016 – Helt hysteriskt: Filmen
- 2017 – Top of the Lake (TV-serie)
- 2017 – Star Wars: The Last Jedi
- 2018 – The Darkest Minds
- 2022 – Wednesday (TV-serie)
- 2025 – Severance (TV-serie)

## Spelografi
- 2025 - Civilization VII